# 2020年CBA选秀
2020年CBA选秀是中国篮球协会于2020-21年中国男子篮球职业联赛开赛之前举办的新球员选拔活动，于2020年8月21日在福建泉州举行。该次选秀大会共有18支联赛队伍及65名新秀球员参加，标语为“梦想不设限”。

## 规则
相较过往的CBA选秀活动，本年度选秀首次引入了与NBA选秀相似的乐透抽签制度，这一制度被用于决定首三个选秀权之归属。根据规则，乐透区球队由未能入围季后赛的非特别参赛权球队组成；当乐透区有7支球队时，各球队依常规赛排名倒序分获25%、21%、18%、14%、11%、7%、4%的状元签中签率。

## 参选球员
该年度CBA选秀于2020年7月1日至8月5日期间开放合资格人士报名。而在2020年8月7日，CBA公司公布了该次选秀大会的参选球员名单，指该年度选秀共有64名球员符合参选资格，包括25名大学生球员、2名港澳台球员、16名俱乐部推荐球员及21名以个人名义参选的球员。

## 选秀流程

### 选秀权交易
该年度CBA选秀中，北京首钢将其全数两个选秀权交易予南京同曦，这意味着后者获得4个选秀权。至于交易筹码，双方皆未有对外公布，但有公众猜测此番交易与由后者租借至前者的球员周仪翔租借期满后归属有关。

### 乐透抽签
该年度CBA选秀的乐透区状元签中签率于2020年8月7日晚间公布，当中天津荣钢、龙狮、四川金强、上海久事、江苏肯帝亚、南京同曦及深圳新世纪分别有25%、21%、18%、14%、11%、7%、4%的概率获得状元签。
抽签仪式则于当月10日上午在青岛国信体育中心钻石体育馆举办，由孟克·巴特尔担任抽签嘉宾。最终，上海队抽得状元签，而榜眼签及探花签就分属广州队及天津队。

### 训练营
受2019冠状病毒病中国大陆疫情影响，该年度CBA选秀不设球员训练营考察参选者。

### 选秀大会及最终结果
该年度CBA选秀于2020年8月21日在福建省泉州市富力万达文华酒店举办，2018年CBA选秀状元姜宇星以特邀嘉宾身份出席。最终有19名球员被12支球队相中，为历届最高；相应地，有6支球队未有在本次选秀大会上引入新球员。
| 第一轮 | 第一轮         | 第一轮          | 第一轮         | 第一轮               | 第二轮 | 第二轮         | 第二轮 | 第二轮         | 第二轮                |
| 总顺位 | 入选球队       | 姓名            | 出生日期       | 毕业院校或选送球队   | 总顺位 | 入选球队       | 姓名   | 出生日期       | 毕业院校或选送球队    |
| ------ | -------------- | --------------- | -------------- | -------------------- | ------ | -------------- | ------ | -------------- | --------------------- |
| 1      | 上海久事       | 区俊炫          | 1999年3月7日   | 加州州立大学北岭分校 | 14     | 天津荣钢       | 段丰伟 | 1996年12月14日 | 重庆文理学院          |
| 2      | 廣州龙狮       | 祝铭震          | 1996年10月8日  | 北京大学             | 15     | 廣州龙狮       | 何俊坚 | 1995年7月1日   | 佛山市功夫小子（NBL） |
| 3      | 天津荣钢       | 林庭谦          | 1999年10月31日 | 布莱恩特大学         | —      | 四川金强       | —      | —              | —                     |
| 4      | 四川金强       | 朱松玮          | 1996年11月9日  | 汕头大学             | —      | 上海久事       | —      | —              | —                     |
| 5      | 江苏肯帝亚     | 郑祺龙          | 1996年4月10日  | 清华大学             | —      | 江苏肯帝亚     | —      | —              | —                     |
| 6      | 南京同曦       | 焦恩格尔·胡依山 | 1995年2月1日   | 新疆大学             | 16     | 南京同曦       | 刘子琪 | 1999年2月21日  | 上海久事（CBA）       |
| 7      | 深圳新世纪     | 孟翔            | 1997年2月14日  | 华侨大学             | —      | 深圳新世纪     | —      | —              | —                     |
| 8      | 山西国投       | 张宁            | 1997年2月19日  | 北京大学             | 17     | 山西国投       | 王加冕 | 1999年3月27日  | 辽宁沈阳三生（CBA）   |
| —      | 吉林九台农商行 | —               | —              | —                    | —      | 吉林九台农商行 | —      | —              | —                     |
| 9      | 山东西王       | 刘毅            | 1996年12月10日 | 北京体育大学         | —      | 山东西王       | —      | —              | —                     |
| —      | 浙江广厦       | —               | —              | —                    | —      | 浙江广厦       | —      | —              | —                     |
| 10     | 福建浔兴       | 程峰            | 1998年3月15日  | 厦门大学             | —      | 福建浔兴       | —      | —              | —                     |
| —      | 青岛国信双星   | —               | —              | —                    | —      | 青岛国信双星   | —      | —              | —                     |
| 11     | 北京控股       | 李瑞            | 1997年5月28日  | 山西大学             | 18     | 北京控股       | 朱肇旌 | 1997年10月8日  | 个人                  |
| —      | 浙江稠州       | —               | —              | —                    | —      | 浙江稠州       | —      | —              | —                     |
| 12     | 南京同曦       | 杨皓喆          | 1997年3月7日   | 北京体育大学         | 19     | 南京同曦       | 王子麒 | 1996年11月18日 | 河北翔蓝（NBL）       |
| —      | 新疆广汇       | —               | —              | —                    | —      | 新疆广汇       | —      | —              | —                     |
| 13     | 辽宁沈阳三生   | 杜佳宝          | 1997年12月26日 | 个人                 | —      | 辽宁沈阳三生   | —      | —              | —                     |
| —      | 广东宏远       | —               | —              | —                    | —      | 广东宏远       | —      | —              | —                     |

## 反响
由于过往透过选秀加入CBA的大学生新秀球员在比赛中的表现逐渐变得出色，因而大学生球员在该次选秀大会上更为受到俱乐部青睐；相应地，新华通讯社在其报道中认为该年度选秀打破了上一年度选秀中王少杰“一枝独秀”的局面，而是呈现出参选者群体“实力平均、焦点分散”之局面。而在选秀结果中，热门参选者除张宁较令人意外地以第八顺位被选中外，余下大多数都如公众期望一般获得了靠前的顺位。
另外，在该年度选秀之前，有多数热门参选者就已因其在CUBA或篮球类综艺节目中的表现而获得了一定的知名度。上海《文汇报》认为这一情况充分体现了大学生篮球员的价值，并指该年度选秀大会体现出CBA联盟正逐步兑现“为学生球员提供自我展示的舞台以及通向职业赛场的道路”之目标。《齐鲁晚报》的评论则认为CUBA整体水准的提升带动了CBA选秀质量的提升，并令参加联赛的职业篮球俱乐部更愿意透过选秀方式选拔新人。

## 争议

### 选秀资格
2020年8月12日，CBA联盟公示了第一批获得选秀资格的参选球员名单，并公布了新疆大学篮球队队员焦恩格尔·胡依山因有关方面对其选秀资格提出异议而暂时不获参选资格的消息；随后，有消息指其与新疆天山雄鹰篮球俱乐部存在合约纠纷，后者向前者索要人民币50万元的培养费用，否则不允许其参选，引发舆论热议。
15日，CBA联盟发布补充公告，宣布相关异议不成立，焦恩格尔可以新疆大学篮球队队员身份参选。而新疆天山雄鹰亦在稍后发布声明，指球队未曾“恶意阻止”焦恩格尔参选。最终，其在第一轮第六顺位被南京同曦宙光选走。

### 庆祝活动
在选秀大会结束后，区俊炫返回其家乡广东省江门市蓬江区潮连街道豸冈社区。而当地亦为其举行了规模较大的庆祝活动，包含拉欢迎横幅、舞龙狮、安排区俊炫举“状元及第”横幅与当地乡亲合影等项目，但就引发了民众的争议。有大量网民认为此举体现了广东具备良好篮球氛围，重视篮球员；但亦有一些网民认为这些活动过于高调及渲染“状元及第”，是社会倒退。对此，有报称为区的同乡的大学生篮球员在接受传媒采访时指出，有关活动纯属当地风土人情之体现，且“合情合理”。